# هستی‌شناسی بنیادی
مارتین هایدگر در هستی و زمان بین اونتیکال و هستی‌شناسی، یا میان وجود و هستی تمایز قائل می‌شود. او این تمایز را «تفاوت هستی‌شناختی» نامید. از همین تمایز است که او مفهوم هستی‌شناسی بنیادی (آلمانی: Fundamentalontologie) را توسعه می‌دهد.
تاریخ هستی‌شناسی در فلسفه غرب، به تعبیر هایدگر، اونتیکال است، درحالی‌که هستی‌شناسی باید هستی‌شناسی بنیادی را تعیین کند. او می‌گوید «تحقیق هستی‌شناختی» برای درک مبانی علوم لازم است.

## هستی‌شناسی، پدیدارشناسی و تفاوت هستی‌شناختی
تیلور کارمن (۲۰۰۳) می‌نویسد، هستی‌شناسی سنتی می‌پرسد «چرا چیزی وجود دارد؟» درحالی‌که هستی‌شناسی بنیادی هایدگر می‌پرسد: «به چه معناست که چیزی وجود داشته باشد؟». کارمن توضیح می‌دهد: هستی‌شناسی بنیادی هایدگر با هستی‌شناسی سنتی مرتبط است، زیرا به این موضوع مربوط می‌شود که «هر فهمی از موجودیت‌ها لزوماً چه چیزی را پیش‌فرض می‌گیرد، یعنی درک ما از آن چیزی که موجودیت‌ها به موجب آن موجودیت‌ها هستند».
این «تفاوت هستی‌شناختی» در فلسفه هایدگر نقش اساسی دارد. هایدگر در سال ۱۹۳۷ در افاداتی به فلسفه آن را «جوهر دازاین» توصیف کرد، جایی که «دازاین» به موجودی (مانند انسان) اشاره می‌کند که معنای هستی خود برای او مسئله است. او سنت فلسفی غرب را به تمرکز نادرست بر روی «اونتیک» متهم می‌کند و بنابراین این تمایز را کنار می‌گذارد. این کار منجر به اشتباه درک وجود به عنوان یک نوع موجود نهایی‌شده است.
هستی‌شناسی بنیادی نتیجه تصمیم هایدگر برای تفسیر مجدد پدیدارشناسی است که قبل‌تر توسط معلم او ادموند هوسرل توسعه یافته بود. به گفته هایدگر پروژه پدیدارشناختی مستلزم اصطلاحات جدید و بازتعریف مفاهیم سنتی بود. برای مثال این نظریه که یک پدیده جوهر یک چیز است را نمی‌توان صرفاً با مفاهیم و اصطلاحات سنتی بیان کرد. در واقع، هایدگر پیوسته از به‌کار بردن این مفاهیم در معانی هوسرلی آن خودداری می‌کرد.
علاوه بر این، هایدگر در ادامه هستی‌شناسی بنیادی خود را از هستی‌شناسی‌های قبلی جدا می‌کند. هایدگر می‌نویسد که روشن ساختن معنای هستی برای اساس همه رشته‌های علم لازم است. برای هایدگر، اشکال هستی‌شناختی پژوهشی که توسط دانشمندان انجام می‌شود، پیش‌فرض بنیادی-هستی‌شناختی دارد.
در تعریف هوسرل، «پدیده» جامع و برای سرمایه‌گذاری‌های فلسفی او کافی به نظر می‌رسید. اما هایدگر فضایی برای توسعه جدید دید. هایدگر با تغییر اولویت از آگاهی (روان‌شناسی) به هستی (هستی‌شناسی) مسیر جدیدی را برای تحقیق پدیدارشناختی گشود.